# Obies
 Obies là một xã ở trong tỉnh Nord ở miền bắc nước Pháp. Xã này có diện tích 5,43 km², dân số năm 1999 là 581 người. Xã nằm ở khu vực có độ cao trung bình 136 mét trên mực nước biển.